# Bononio de Lucedio
San Bononio (o Bononius) (f. 30 de agosto de 1026) fue abad benedictino y santo de la Iglesia Católica. 

## Biografía
Bononio, nació en Bolonia, fue discípulo de San Romualdo. Éste le envió a predicar en Egipto y Siria. Bononio se estableció en El Cairo. Allí asistió a la veneración de los cristianos del lugar que construyeron algunas iglesias. Cuando Pedro Vercelli, fue capturado por las fuerzas árabes después de la Batalla de Stilo, Bononio le sustituyó como obispo. Bononio volvió a Italia después de predicar por el Sinaí como eremita, y fue nombrado abad del monasterio de Lucedio. En Lucedio, puso una seria disciplina entre los monjes y la población de los alrededores. 